# Caballerocotyla albsmithi
Caballerocotyla albsmithi är en plattmaskart. Caballerocotyla albsmithi ingår i släktet Caballerocotyla och familjen Capsalidae. Inga underarter finns listade i Catalogue of Life.